# Ichneumon dillerorum
Ichneumon dillerorum là một loài tò vò trong họ Ichneumonidae.